# Spoorlijn Langeland - Holzminden
De spoorlijn Langeland - Holzminden is een Duitse spoorlijn, in Noordrijn-Westfalen en Nedersaksen in het noordwesten van Duitsland, en is als spoorlijn 2974 onder beheer van DB Netze.

## Geschiedenis
Het traject tussen Langeland en Godelheim werd door de Königlich-Westfälische Eisenbahn-Gesellschaft geopend op 1 oktober 1864. Op 10 oktober 1865 volgde het gedeelte tussen Godelheim en Holzminden.

## Treindiensten
De NordWestBahn verzorgt het personenvervoer op dit traject met RB treinen.
| Serie | Treinsoort                  | Route                                                          | Bijzonderheden                                                                 |
| ----- | --------------------------- | -------------------------------------------------------------- | ------------------------------------------------------------------------------ |
| RB 84 | Regionalbahn (NordWestBahn) | Paderborn Hbf – Bad Driburg (Westf) – Holzminden – (Kreiensen) | Egge-Bahn 1x per twee uur van/naar Kreiensen, gekoppeld in Ottbergen aan RB 85 |

## Aansluitingen
In de volgende plaatsen is of was er een aansluiting op de volgende spoorlijnen:
Langeland
DB 1760, spoorlijn tussen Hannover en Soest
Ottbergen
DB 2975, spoorlijn tussen Ottbergen en Northeim
Holzminden
DB 1940, spoorlijn tussen Helmstedt en Holzminden
DB 2973, spoorlijn tussen Scherfede en Holzminden